# Phenyo Mongala
Phenyo Mongala (Kanye, 10 giugno 1985) è un calciatore botswano, di ruolo centrocampista.

## Carriera

### Club
Ha giocato nel campionato botswano, sudafricano e congolese.

### Nazionale
Ha esordito con la Nazionale nel 2009.